# Najat Aâtabou

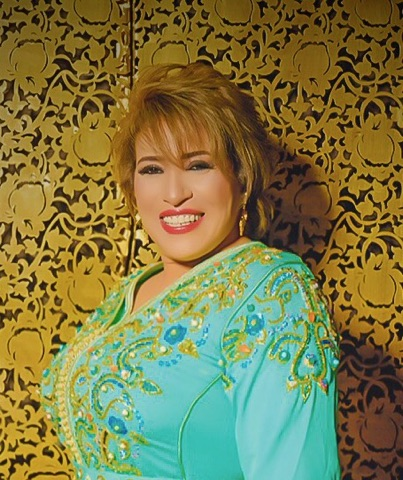
Najat Aâtabou in 2016

Najat Aâtabou  (Khémisset (Midden-Atlas), 9 mei 1960) is een Marokkaans zangeres, tekstschrijver en componist.
Najat Aâtabou groeide op in een groot gezin, met vijf broers en vier zusters. Hoewel ze ervan droomde advocaat te worden, nam haar levensweg een onverwachte wending. Zingen was haar grote hobby. ’s Avonds klom de rebelse jonge vrouw stiekem uit haar slaapkamerraam om te zingen op bruiloften en schoolfeesten. Op één zo’n feest nam een toeschouwer haar gezang op op een cassettebandje.
De clandestien opgenomen en illegaal verspreide cassettebandjes werden goed verkocht; met het liedje J’en ai marre (Ik ben het zat) choqueerde Najat Aâtabou heel Marokko. Haar familie kwam erachter en accepteerde het niet, ze zou haar familie te schande hebben gemaakt. Haar broers dreigden haar te vermoorden, haar familie wilde geen contact meer met haar. Najat kon nergens heen en besloot te vluchten, ze ging naar de winkel in het dorp waar de illegale cassettes werden verkocht. Juist die dag stapte er een producent de winkel binnen, hij had de cassette gehoord en was op zoek naar de zangeres. Hij vroeg haar hem te vertrouwen en stelde voor dat ze met hem meeging naar Casablanca. Aâtabou had geen keus, maar het bleek haar redding. Ze ontvluchtte haar geboortedorp en leefde drie jaar ondergedoken in Casablanca. In 2006 heeft ze 25 albums op haar naam staan en is een gevierde ster in de gehele Arabische wereld, ook in het Westen is ze zeer geliefd in de Marokkaanse gemeenschap, met name in Frankrijk, België en Nederland. Na drie jaar in Casablanca werd het contact met haar familie hersteld.
Als tekstschrijver en zangeres van het levenslied schetst zij een eerlijk beeld van de Marokkaanse vrouw, ze is erop uit de rechten van vrouwen te verbeteren. Ze bezingt netelige kwesties en gaat de confrontatie aan met heersende opvattingen. Ga op zoek naar een ander (Shoufi Ghirou) gaat over vrouwen die een liefdesrelatie hebben met een getrouwde man, terwijl in Marokko het hebben van zo’n relatie strafbaar is. Ze schrijft en zingt over overspel, ontrouw en huiselijk geweld, over zwangere meisjes die door hun vriendje verlaten worden, over ouders die hun kinderen onder alle omstandigheden zouden moeten steunen.
Najat Aâtabou is getrouwd met Hassan Dikouk en heeft drie kinderen.
In mei 2004 gaf Najat Aâtabou in Amsterdam een masterclass aan vier jonge Marokkaans-Nederlandse zangeressen. Karima Lemghari (ex-Dignity, Ali B), SêNA Casita (Crazy people), Senna Gourdou (Made in da Shade, Pete Philly) en Farna El-Kadmiri (Elfi-Jarz). Barbara den Uyl maakte over dit project een documentaire, die in april 2005 in première ging onder de titel Marokko Swingt. De film was vooral bedoeld om een positieve bijdrage te leveren aan de emancipatie van de Marokkaanse vrouw binnen en buiten Marokko.